# Países alpinos

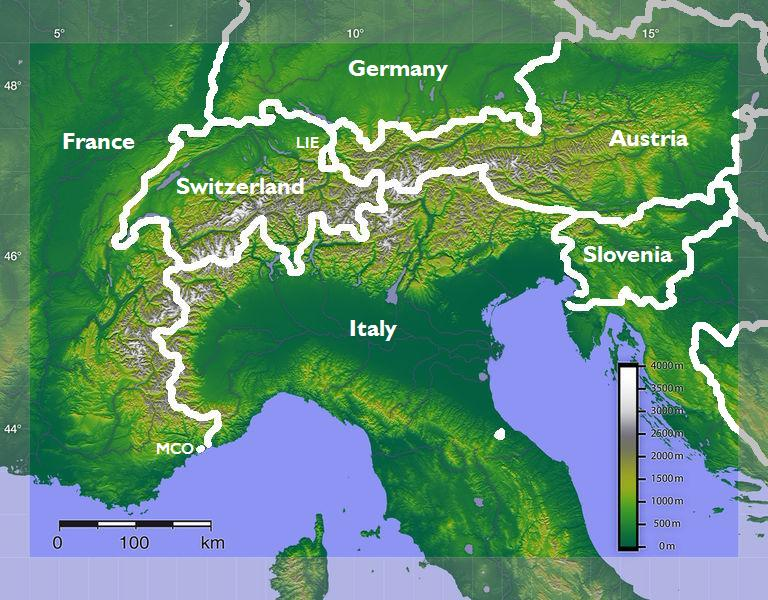
Países que comparten la región alpina.

El término países alpinos o Estados alpinos se refiere a los ocho países asociados con la región de los Alpes: Austria, Alemania, Francia, Italia, Liechtenstein, Mónaco, Eslovenia y Suiza.
Según lo definido por la Convención de los Alpes de 1991, esta región comprende el territorio de ocho países. Este territorio incluye 83 NUTS de tercer nivel de las regiones administrativas locales y cerca de 6200 comunidades y municipios, que cuentan con unos 14 millones de habitantes.
En sentido estricto, el término «Estados alpinos» podría aplicarse a Austria, Francia e Italia, que representan el 75% del territorio de los Alpes. Desde un punto de vista estrictamente nacional, y con la excepción de los microestados de Liechtenstein y Mónaco, los Alpes son dominantes en solo dos países: Austria (65,5% de su territorio) y Suiza (65%).
| País          | Territorio alpino    | Población total |
| ------------- | -------------------- | --------------- |
| Austria       | 65,5(54.935,505 km²) | 8.504.850       |
| Alemania      | 3,1%(11.078,625 km²) | 80.716.000      |
| Francia       | 7,2%(39.163,68 km²)  | 63.929.000      |
| Italia        | 17,0%(51.227,8 km²)  | 60.782.668      |
| Liechtenstein | 98,2% (157,12 km²)   | 37.132          |
| Mónaco        | 95,4% (1,908 km²)    | 36.371          |
| Eslovenia     | 40,3% (8.170,19 km²) | 2.061.085       |
| Suiza         | 65,0% (26.830,05)    | 8.014.000       |